# Alberto Manrique Martín
Alberto Manrique Martín (Bogotá, 1891-1968) fue un arquitecto colombiano de origen español que desarrolló gran parte de su obra en Bogotá. 

## Vida
El arquitecto Manrique Martín, nació en Bogotá el 10 de octubre de 1891, hijo del ingeniero español Alejandro Manrique Canals y Trinidad Martín. En 1907 empezó sus estudios en la facultad de Matemáticas e Ingeniería de la Universidad Nacional y se graduó en 1912. Ese mismo año contrajo matrimonio con Inés Convers Sicard, con quien tuvo 11 hijos. . Durante el gobierno de Marco Fidel Suarez en 1919 fue nombrado director de Edificios Nacionales13 y al mismo tiempo hizo parte del Concejo Municipal de Bogotá en 1919, y obró como presidente de la corporación entre 1921 y 1922. Hizo parte, en calidad de delegado, de la comisión del City Planning en el Segundo Congreso de Mejoras Nacionales reunido en Bogotá en 1920, una suerte de evento nacional con participación de representantes de todas las regiones del país, quienes entregaban estudios sobre diversos temas relacionados con construcción de infraestructura y desarrollo urbano. Murió el 29 de febrero de 1968.

## Obra
Su estilo se encuentra en el cruce de tendencias art decó y modernas, que plasmó en varios de sus trabajos. Es el autor de varias edificaciones representativas de la primera mitad del siglo XX, como la Escuela Distrital República de Argentina en el barrio Las Nieves.
Algunas de sus obras se encuentran a su vez en la avenida Jiménez, como el Hotel Granada y el edificio Cubillos, en el Eje Ambiental, y el teatro San Jorge una cuadra más abajo de la avenida Caracas. 
En los años 1920, junto a Arturo Jaramillo, realizó la remodelación del Hotel Atlántico, diseñado por Gaston Lelarge, en la carrera Séptima con calle 11, junto al actual Museo del 20 de julio.

## Galería

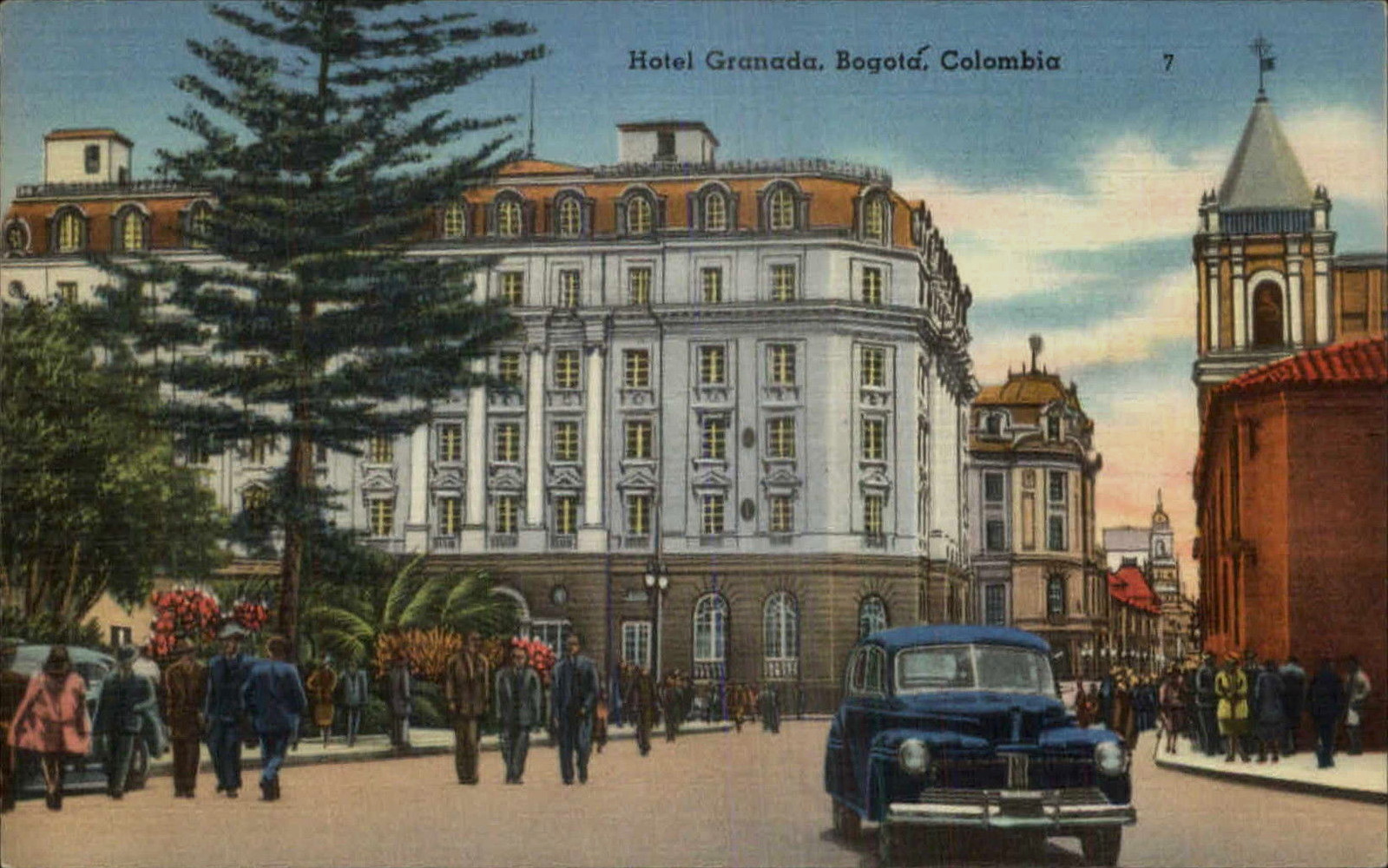
El Hotel Granada en una postal de los años 1940
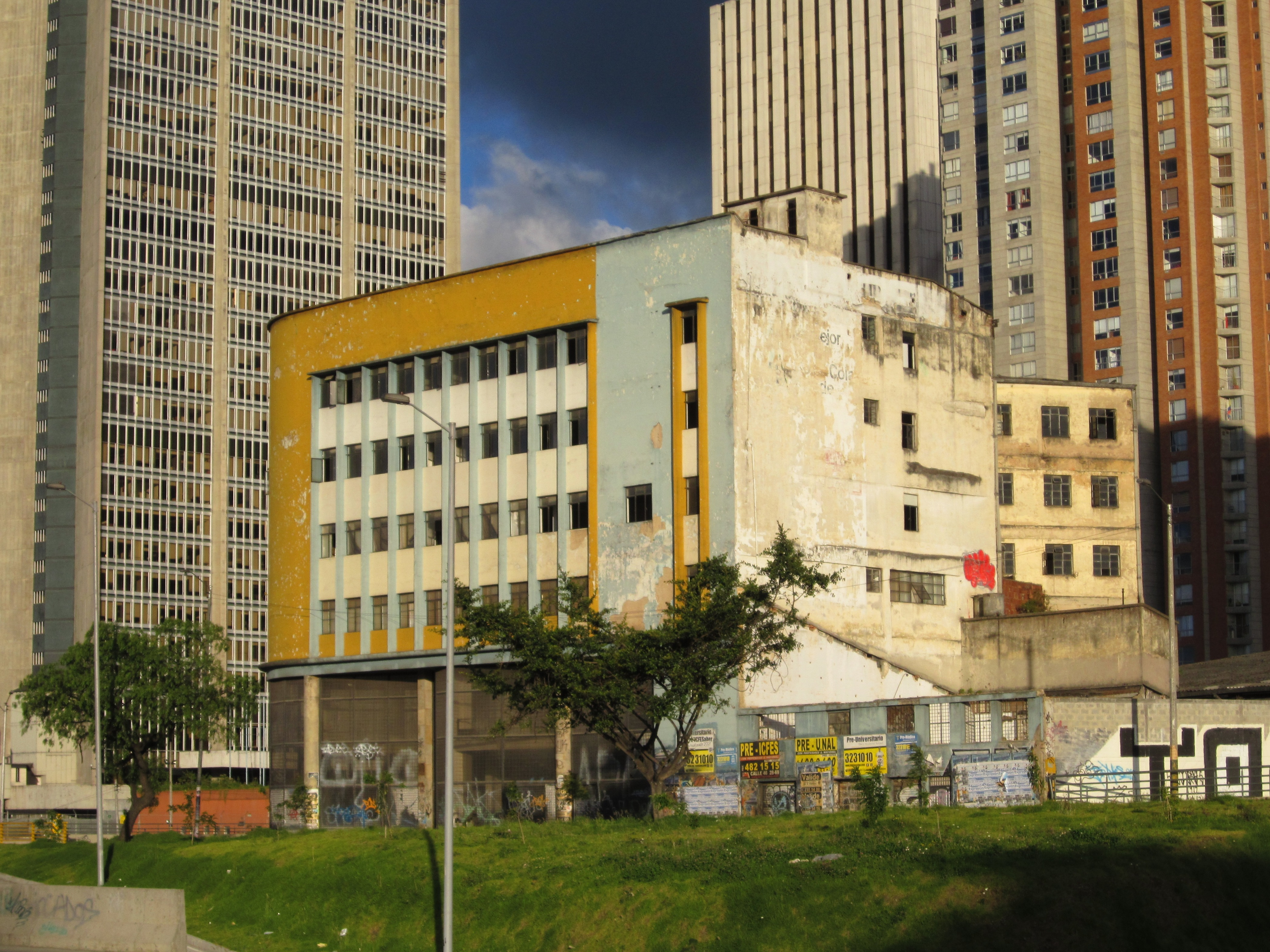
Edificio de Manrique Martín en la avenida El Dorado
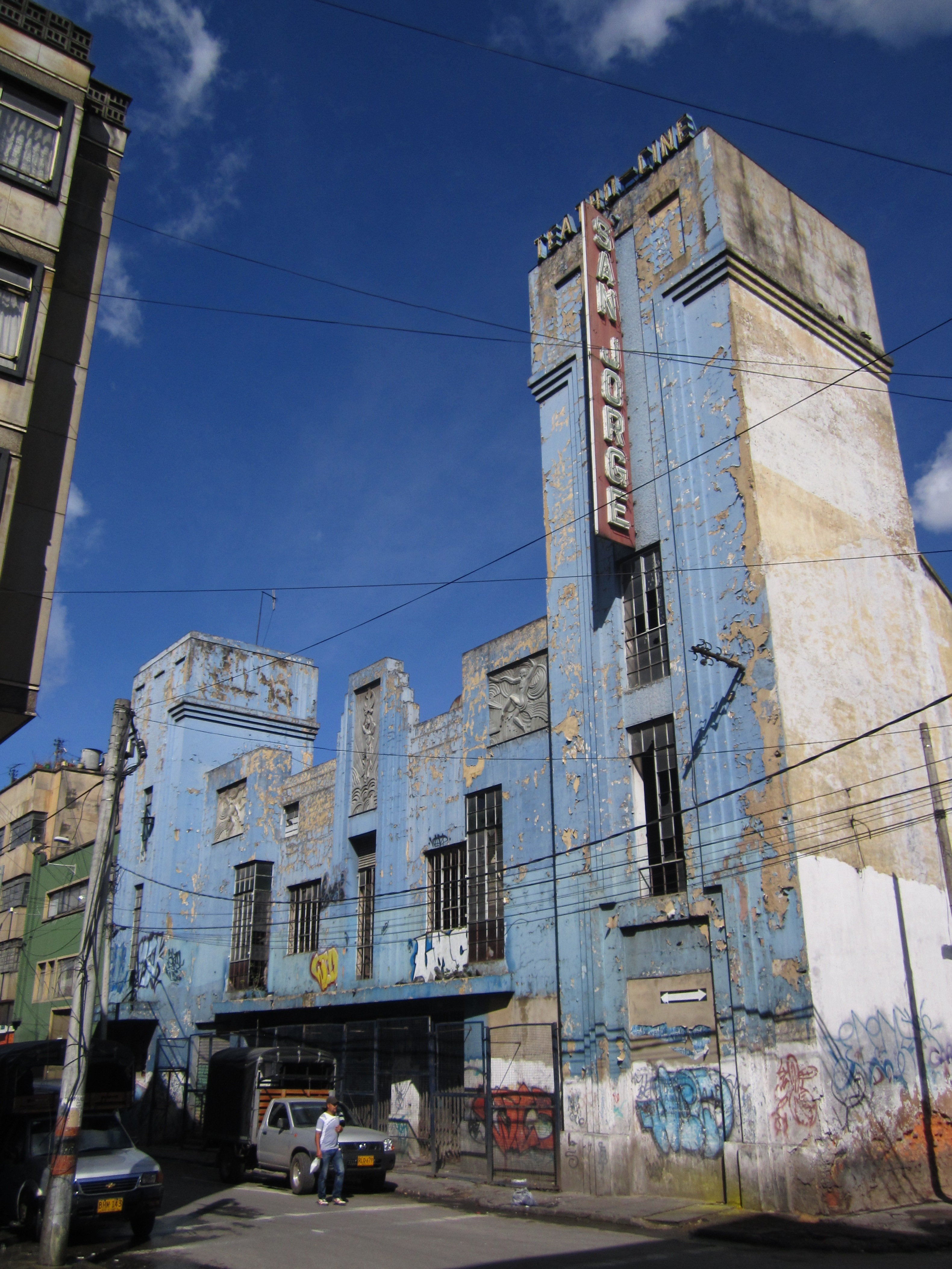
El teatro San Jorge
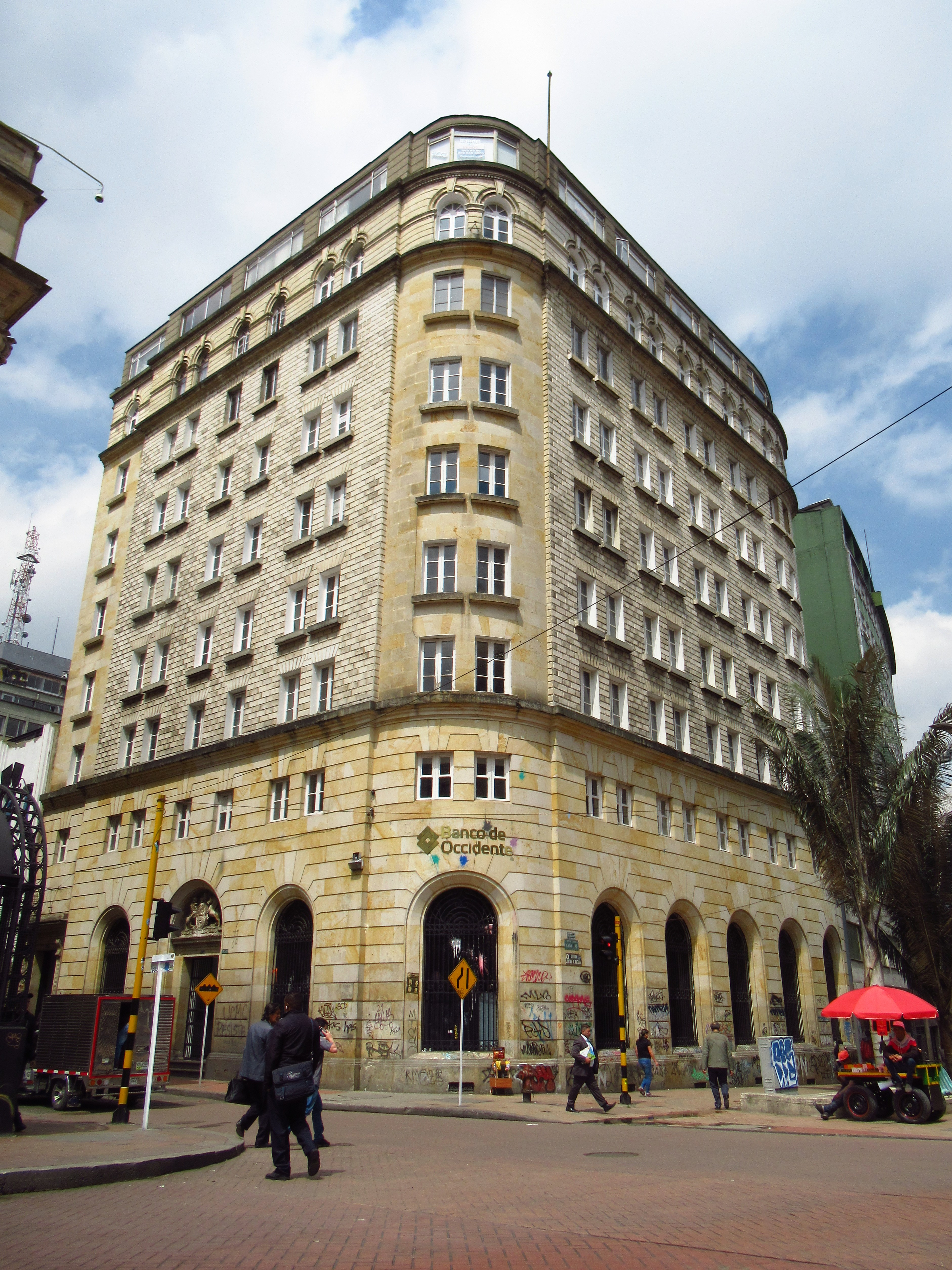
Edificio Cubillos